# Francesco Mochi
Francesco Mochi, italijanski zgodnje baročni kipar in medaljer, * 29. julij 1580, Montevarchi, † 6. februar 1654, Rim.
Rodil se je v Montevarchiju in umrl v Rimu. Njegovo zgodnje izobraževanje je potekalo z anti-manirističnim florentinskim slikarjem Santi di Tito, kjer se je oblikoval njegov okus za slikovno jasnost in prvenstveno risba, v kiparstvu pa pri  Giambologni in njegovem studiu ter privržencih. Okoli 1599 se je preselil v Rim in nadaljeval izobraževanje v studiu beneško usposobljenega kiparja Camillo Marianija. Mochi je bil sodobnik očeta Gian Lorenzo Berninija, Pietra, kot kasneje tudi samega Berninija.

## Kariera
Mochi je delal z Stefanom Maderno na vidnem papeškem naročilu, Cappella Paolina v baziliki Santa Maria Maggiore, kjer je prispeval svoje še vedno nekoliko nezrelo delo Sv. Matej in angel, v travertinu. Njegovo prvo večje delo je Oznanjenje Marije z angelom, sestavljeno iz dveh kipov (angel končan 1605, Oznanjenje, 1608  Orvieto, Museo dell'Opera del Duomo). »Fanfare dvigajo kiparstvo iz spanja«, kot kip imenuje Rudolph Wittkower , in naznanja barok s svojo zadržano emotivnostjo.
Mochi je bil eden izmed redkih kiparjev sedemnajstega stoletja, ki je bil tudi mojster kiparstva v bronu . Naredil je dva mojstrska konjeniška bronasta kipa Ranuccia in Alessandra Farneseja, ki stojita na Piazza Cavalli v Piacenzi. Ranuccio Farnese, 1612-1620 in Alessandro Farnese, 1620-1629, sta višek njegove kariere.
Iz Piacenze se je vrnil v Rim, kjer je našel Berninija v celoti odgovornega za veliko naročilo in že popolnoma razvit baročni slog, s katerim je bil Mochi zdaj v stiku. Njegova pozna rimska dela so Kristusovo prejemanje krsta (1635 ali pozneje, Ponte Mello, Rim); Taddeus (1641-1644, Orvieto) in sveti Peter in Pavel (1638-1652, Porta del Popolo) in Sv. Marta za družinsko kapelo Barberinijev v Sant'Andrea della Valle (1609-1621).

## Konji iz Piacenze
Leta 1612 je bil Mochi v Piacenzi, kjer je ostal do leta 1629, leta, ko se je vrnil v mesto. Za glavni trg Piacenze je kipar ustvaril konjeniška spomenika Ranuccia in Alessandra Farneseja. Da bi jih naredil, je odpotoval v Padovo in Benetke, da bi preučil konjeniške spomenike Donatella in Verrocchia. V Ranucciu, ki je bil ustvarjen prvi, klasični spomin na Marka Avrelija upočasni kiparjevo invencijo, v drugem, dokončanem po letih preizkušenj in izkušenj, pa se Mochi uspe osvoboditi kulturnih obotavljanj in se pridružiti mlademu Gianu Lorenzu Berniniju, ki ga je dokončeval l. ta ista leta v papeškem mestu: opazimo lahko na primer silovit korak konja, ki ga spremlja napetost jezdeca, ovitega v vihra svojega plašča.
Med bivanjem v Piacenzi je ustvaril tudi štukaturni kip Ranuccia Farneseja na kolenih za cerkev Santa Maria di Campagna.

## Sv. Veronikav križišču bazilike sv. Petera
Ena od štirih ogromnih skulptur v križišču bazilike svetega Petra, je kip divje Sv. Veronike, prikaz po takrat izgubljeni podobi Veronikin prt (1629-1640), je najbolj znana Mochijeva mojstrovina, na najbolj vidnem mestu. Druge tri so François Duquesnoy (sv. Andrej), Berninijev (sv. Longin) in Andrea Bolgi (sv. Helena).
Od štirih, je Mochijeva najmanj primerna za svojo lokacijo in témo, najbolj prepoznavna in originalna. Berninijev Longin je posrednik med treznim, a spačenim klasicizmom Bolgija in Duquesnoya in čustveno dinamiko Mochija. Mochijeva strastno upodobitev prekorači spodobnost kraja. Drugi kipi izžarevajo ravnodušnost do strastnega zmagovitega katolicizma, čaščenega tukaj v središču matere cerkve. Mochi v pismu za dokončanje plačila pripomni, da se je trudil con ogni studio, da je »vžgal svojo starost z nepozabno delo«.
Mochijeva moderna reinterpretacija izhaja deloma iz zanimanja zanj, ki je bilo obnovljeno z razstavo Francesco Mochi 1580-1654 (Montevarchi, Piacenza, Rim) 1981.